# Arinia
Arinia é um género de gastrópode  da família Diplommatinidae.
Este género contém as seguintes espécies:
- Arinia biplicata
- Arinia boreoborneensis
- Arinia dentifera
- Arinia oviformis
- Arinia simplex
- Arinia streptaxiformis